# Філіппо Коб'янкі
Філіппо Коб'янкі (італ. Filippo Cobianchi, 12 травня 1842, Інтра — 1 жовтня 1897, Таранто) — італійський адмірал, начальник генерального штабу ВМС Італії протягом 1895—1896 років.

## Біографія
Філіппо Коб'янкі народився 12 травня 1842 року в місті Інтра (провінція Новара). У 1855 році вступив до Військово-морської школи в Генуї, яку закінчив у 1860 році у званні гардемарина. Брав участь у війні за об'єднання Італії 1860—1861 років на борту фрегата «Maria Adelaide». За участь у бойових діях нагороджений двома срібними та однією бронзовою медаллю «За військову доблесть».
У званні лейтенанта брав участь у Третій війні за незалежність Італії, спочатку на борту корабля «Re Galantuomo», потім на борту «Аффондаторе».
Протягом 1868—1871 років брав участь у поході корвета «Principessa Clotilde» на Далекий Схід.
Отримавши звання капітана II рангу, командував фрегатом «Ettore Fieramosca», який ніс службу в Червоному морі.
Протягом 1883—1886 років командував броненосним крейсером «Флавіо Джоя», здійснивши похід у Тихий океан та Південну Америку.
У званні капітана I рангу командував новими броненосцями «Руджеро ді Лаурія» (1888—1891), «Енріко Дандоло» та «Франческо Морозіні» (1894—1895).
Отримав звання контрадмірала і протягом 1895—1896 років був начальником генерального штабу ВМС Італії.
У 1897 році отримав звання віцеадмірала і був призначений командувачем військово-морського командування в Таранто.
Помер у Таранто 1 жовтня 1897 року.

## Нагороди
- Срібна медаль «За військову доблесть» (двічі)
- Бронзова медаль «За військову доблесть»
- Командор Ордена Корони Італії
- Командор Ордена Святих Маврикія та Лазаря